# 東京国際フランス学園
東京国際フランス学園（とうきょうこくさいフランスがくえん、仏: Lycée français international de Tokyo）は、東京都北区滝野川にあるフランス語によるインターナショナル・スクール。

## 概要

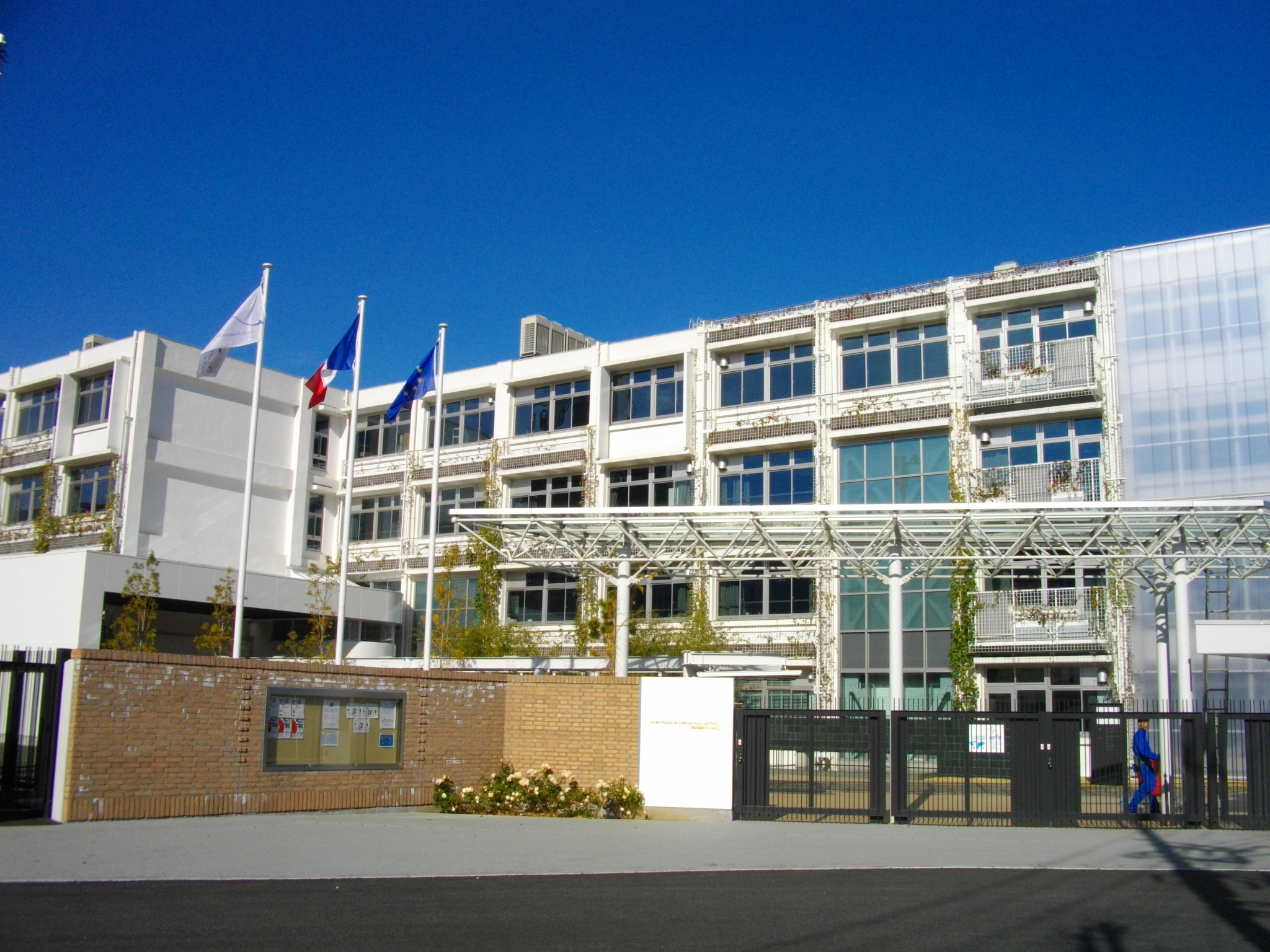
東京国際フランス学園校舎

正式開校は1975年、千代田区富士見の地。学校法人日仏学園に所属する。
カリキュラムは幼児教育3年（幼児教育科）、初等教育5年（初等教育科）、前期中等教育4年（中等教育科）、後期中等教育3年（高等教育科）であり、フランスのバカロレアの取得も可能となっている。旧校名は、リセ・フランコ＝ジャポネ・ド・東京（Lycée Franco-Japonais de Tokyo）。
1976年の新学期から、フランス教育省より正式に承認された。
在日フランス人（フランス・メトロポリテーヌ出身ないしフランスの海外県・海外領土出身）子女、フランス語圏出身子女、日本人帰国子女らが主に学んでいた。
1997年以降、生徒数が年々増加し、既存の富士見校舎に加え、新たに台東区浅草橋の地に校舎（旧台東区立柳北小学校校舎）が設けられた。
2012年5月より、富士見校舎の幼児・初等教育科が北区滝野川の新校舎に移転し、併せて現在の校名に改称した。同年9月には、浅草橋校舎の中等・高等教育科が滝野川の新校舎に移り、リセの全課程が移転した。
2022年現在、55以上の国籍者からなる3歳から18歳まで1,525名の生徒が在籍している。

## 年表
以下は東京国際フランス学園の年表。
- 1967年、千代田区富士見の学校法人暁星学園が国際部日仏科を設置。フランス政府の援助により建設された新校舎で開校。
- 1973年、日仏科はフランス政府の所有となり独立。
- 1975年1月、リセ・フランコ・ジャポネ・ド・東京（Lycée Franco-Japonais de Tokyo）となる。
- 1976年新学期、フランス教育省によって正式に承認される。
- 1990年、フランス在外教育庁（AEFE）の創設に伴い、リセはその直轄校となる。
- 1997年以降、生徒数は毎年およそ50人ずつ増加し、その一部を他の校舎に移さざるを得なくなる（中央区立明正小学校および東京日仏学院）。
- 2003年新学期、幼児・初等教育科の生徒は富士見校に、中・高等教育科は閉校した旧台東区立柳北小学校の空き校舎（台東区より賃貸）にそれぞれ移る。
- 2006年1月、日本の学校法人格を取得。
- 2012年5月、リセ・フランコ・ジャポネ・ド・東京は、東京国際フランス学園（Lycée français international de Tokyo）と改称し、現在地の北区滝野川に移転。幼児・初等教育科の生徒は富士見校舎から、5月8日に滝野川校舎に移る。
- 2012年9月3日、中・高等教育科も含めた全校生徒が滝野川校舎に移る。

## 交通
- 都営地下鉄三田線新板橋駅 徒歩6分
- JR埼京線板橋駅 徒歩9分

## 出身者
- マーク・パンサー ※ 18歳で中退
- ベルナール・アッカ
- 山本未來 ※ 一時在籍
- LYOKI
- イザベルとベネ
- ドミニク・チェン
- 山口瑠伊
- 藤田玲 (DUSTZ Voc.Ray) ※ 中退し堀越高等学校に転校

## 関連文献
- 藤沼傑『 "すりガラスと樹脂でブレースを隠す：東京国際フランス学園（東京都北区）設計者：山下設計+赤堀忍（イトレス&ACD）（これからの学校2013） -- （木や自然エネを生かし老朽校舎再生 学校建築の進化形）."』 日経アーキテクチュア (Special), 54-57, 2013-05-25. 日経BP社. See profile at CiNii.
- 『"耐震改修した既存校舎と曲線状の新校舎を組み合わせる 東京国際フランス学園：設計 山下設計+赤堀忍/イトレス&ACD（特集 地域と共に変化する学校：統廃合に伴う小中学校の働きかけ）." 』 新建築 87(19), 174-181,201-202, 2012-12. 新建築社. See profile at CiNii.